# Нерассказанная история
«Нерассказанная история» (иер. трад. 八仙飯店之人肉叉燒包, упр. 八仙饭店之人肉叉烧包, кант.-рус.: Бат син фан дим: Ян юк ча сиу бау, англ. The Untold Story) — гонконгский фильм 1993 года режиссёра Германа Яу. Главные роли в фильме исполнили Энтони Вонг и Дэнни Ли.
Энтони Вонг победил в номинации «Лучшая мужская роль» на 13-й Гонконгской кинопремии.

## Сюжет
В 1986 году владелец небольшого ресторанчика в Макао Вонг Чи-ханг (Энтони Вонг) убил первого владельца ресторана, который отказался отдать его ему за долги. После этого происходит целая серия убийств людей, причастных к тайне Вонга. В какой-то момент комиссар полиции Ли (Дэнни Ли) ловит убийцу, но оказывается, что в этом деле есть ещё множество тайн.

## В ролях
- Энтони Вонг — Вонг Чи-ханг
- Дэнни Ли — комиссар полиции Ли
- Эмили Кван — Бо
- Лау Сиу-мин — Ченг Лам
- Шинг Фуй-Он[англ.] — Ченг Пун
- Эрик Кей — Роберт
- Кинг-Конг Лам[англ.] — Кинг-Конг
- Паркман Вонг — Булла
- Джеймс Ха — приятель Вонга по гонконгскому маджонгу
- Джулия Ли — Перл
- Бен Вонг Тин-док — парикмахер
- Конг Чо-фай — полицейский из Макао
- Тони Люн Хунг-ва — врач
- Хуэй Сзе-ман — жена Ченг Лама
- Со Вай-нам — полицейский
- Дэйв Лам — полицейский в больнице
- Нг Квок Кин — полицейский
- Фей Пак — таможенник Чана
- Джеки Чунг Чун Хунг — заключенный